# ボルハ・ロペス
ボルハ・ロペス・メネンデス（Borja López Menéndez、1994年2月2日 - ）は、スペイン・アストゥリアス州ヒホン出身のプロサッカー選手。CDレガネス所属。ポジションは、ディフェンダー。

## 経歴

### クラブ
地元クラブのスポルティング・デ・ヒホンでプレーを始め、2012年11月のコパ・デル・レイ・CAオサスナ戦でトップチームデビュー。2013年1月、ルイス・エルナンデス・ロドリゲスとともにトップチームに登録された。
2013年8月、220万ユーロでASモナコに移籍。しかしモナコでの出番はなく、スペイン国内のクラブへのレンタル移籍を繰り返した。
2016年1月29日、FCバルセロナに2年半契約で移籍。FCバルセロナBに所属し、トップチームでの出場はカップ戦1試合のみだった。
2017年6月30日、ハイドゥク・スプリトに移籍した。
2019年8月6日、スポルティング・デ・ヒホンに復帰した。
2022年6月、SVズルテ・ワレヘムに3年契約で移籍した。
2024年2月1日、2023-24シーズン終了時までCDレガネスへレンタル移籍することが決定した。

### 代表
U-18年代からスペイン代表に選出されている。UEFA U-19欧州選手権2013では主力を担いチームの4強入りに貢献、自身も大会優秀選手の一人に選ばれた。

## タイトル
バルセロナ
- コパ・デル・レイ: 2016–17